# Josef František
Josef František, né le 7 octobre 1914 à Otaslavice et mort le 8 octobre 1940 à Ewell, est un pilote de chasse tchécoslovaque.

## Biographie
Actif successivement dans les forces aériennes de la Tchécoslovaquie, de la Pologne, de la France et du Royaume-Uni, il est l'un des meilleurs as alliés de la bataille d'Angleterre, pendant la Seconde Guerre mondiale.

## Distinctions
- Distinguished Flying Medal
- Croix de guerre 1939-1945 (France)
- Croix de guerre 1939-1945 (Tchécoslovaquie)
- Croix de la Valeur polonaise
- Décoré de l'ordre militaire de Virtuti Militari
- Grand-croix de l'ordre du Lion blanc (à titre posthume), 20 octobre 2015